# Butjadinger Bahn
| |                          |                |                |
| Kursbuchstrecke (DB): | 221p (1956), 198m (1935) |                |                |
| Kursbuchstrecke: | 221k (1946)              |                |                |
| Streckenlänge: | 30,1 km                  |                |                |
| Spurweite: | 1435 mm (Normalspur)     |                |                |
| |                          |                |                |
| \| \| \| von Blexen \| \| \| \| 0,0 \| Nordenham \| Nordenham \| \| \| \| nach Oldenburg \| \| \| \| 2,9 \| Ellwürden \| Ellwürden \| \| \| 4,1 \| Abbehausen \| Abbehausen \| \| \| 5,8 \| Moorsee \| Moorsee \| \| \| 9,7 \| Stollhamm \| Stollhamm \| \| \| 13,3 \| Mitteldeich \| Mitteldeich \| \| \| 17,0 \| Burhave \| Burhave \| \| \| 19,7 \| Langwarden \| Langwarden \| \| \| 22,1 \| Ruhwarden \| Ruhwarden \| \| \| 24,0 \| Tossens \| Tossens \| \| \| 27,9 \| Eckwarden \| Eckwarden \| \| \| 30,1 \| Eckwarderhörne \| Eckwarderhörne \| |                          |                |                |
| Strecke (außer Betrieb) |                          | von Blexen     | von Blexen     |
| Kopfbahnhof Strecke bis hier außer Betrieb | 0,0                      | Nordenham      | Nordenham      |
| Abzweig ehemals geradeaus und nach links |                          | nach Oldenburg | nach Oldenburg |
| Haltepunkt / Haltestelle (Strecke außer Betrieb) | 2,9                      | Ellwürden      | Ellwürden      |
| Bahnhof (Strecke außer Betrieb) | 4,1                      | Abbehausen     | Abbehausen     |
| Haltepunkt / Haltestelle (Strecke außer Betrieb) | 5,8                      | Moorsee        | Moorsee        |
| Bahnhof (Strecke außer Betrieb) | 9,7                      | Stollhamm      | Stollhamm      |
| Haltepunkt / Haltestelle (Strecke außer Betrieb) | 13,3                     | Mitteldeich    | Mitteldeich    |
| Bahnhof (Strecke außer Betrieb) | 17,0                     | Burhave        | Burhave        |
| Haltepunkt / Haltestelle (Strecke außer Betrieb) | 19,7                     | Langwarden     | Langwarden     |
| Bahnhof (Strecke außer Betrieb) | 22,1                     | Ruhwarden      | Ruhwarden      |
| Bahnhof (Strecke außer Betrieb) | 24,0                     | Tossens        | Tossens        |
| Bahnhof (Strecke außer Betrieb) | 27,9                     | Eckwarden      | Eckwarden      |
| Kopfbahnhof Streckenende (Strecke außer Betrieb) | 30,1                     | Eckwarderhörne | Eckwarderhörne |

Die Butjadinger Bahn (plattdt. Butjenter Bahn) war eine normalspurige Kleinbahn auf der Halbinsel Butjadingen im Norden des niedersächsischen Landkreises Wesermarsch. Sie verband von 1908 bis 1956 bzw. 1968 die an der Weser gelegene Hafenstadt Nordenham mit Eckwarderhörne am Jadebusen, von wo aus bis heute Schiffe nach Wilhelmshaven ablegen.

## Vorgeschichte und Bau
Bis ins 20. Jahrhundert hinein waren die Verkehrsverhältnisse in Butjadingen äußerst bescheiden. Es gab kaum wetterfeste Straßen und somit keine zuverlässige Verbindung zwischen den vielen kleinen Orten der Halbinsel untereinander und mit der Stadt Nordenham, die bereits seit den 1870er Jahren über die Eisenbahnstrecke nach Hude an das Netz der Großherzoglich Oldenburgischen Eisenbahn (GOE) angeschlossen war. Insbesondere gab es auch keine gute Möglichkeit, die vorwiegend landwirtschaftlichen Erzeugnisse aus Butjadingen abzutransportieren.

Bahnhof Nordenham mit der Butjadinger Bahn – Historisches Postkartenmotiv (Ausschnitt)

Aus diesen Gründen entwickelten sich in den Jahren nach 1900 verstärkt Initiativen, die für eine bessere Anbindung des Nordenhamer Hinterlandes kämpften. Nachdem Anfang 1906 von der Oldenburger Staatsregierung bereits beschlossen worden war, eine Eisenbahn von Varel nach Rodenkirchen zu bauen (wovon sich die Butjadinger wegen der Linienführung durch Stadland benachteiligt fühlten), entschied auch der Butjadinger Amtsrat am 2. November 1906, eine Kleinbahn von Nordenham über Stollhamm und Tossens nach Eckwarderhörne zu bauen. Das Land Oldenburg gewährte dazu 400.000 Mark Zuschuss sowie 40 % der Baukosten für die Strecke westlich Stollhamms.
Nach der Erteilung der Baugenehmigung konnte im Frühsommer 1907 mit dem Bau begonnen werden. Dabei behinderten fehlende Baugenehmigungen insbesondere für kleine Brücken den Bau stark, so dass, obwohl keine größeren Kunstbauten oder Unterbauarbeiten vonnöten waren, erst am 15. August 1908 die Strecke eröffnet werden konnte.
Das in Nordenham gelegene „Hotel auf dem Deiche“ des Stadtgründers Wilhelm Müller war schon zuvor zum Bahnhof umgebaut (auf dem Bild das Mittelstück) und im November 1875 an den Oldenburgischen Staat verkauft worden. Am 15. Oktober 1875 befuhr bereits der erste Zug die Strecke Hude – Nordenham.

## Betrieb und Blütezeit

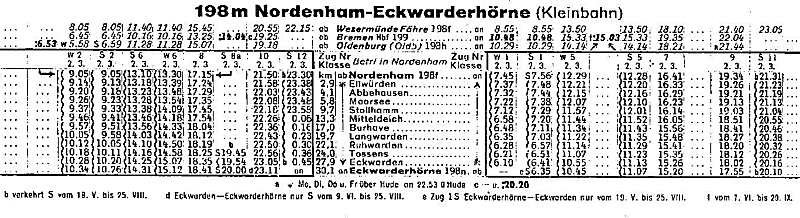
Fahrplan der Butjadinger Bahn (Sommer 1935)

Die endgültige Streckenführung verlief von Nordenham über die Orte Ellwürden, Abbehausen, Moorsee, Stollhamm, Mitteldeich, Burhave, Langwarden, Ruhwarden, Tossens und Eckwarden nach Eckwarderhörne bei einer Gesamtlänge von 30,1 km. Die Betriebsführung oblag dem Amt Butjadingen. In Eckwarderhörne bestand Schiffsanschluss nach Wilhelmshaven, in Nordenham an die Staatsbahn.
Die Fahrgastzahlen entwickelten sich von Beginn an positiv, auch begünstigt durch viele Urlaubsgäste, so dass bald eine leistungsfähigere Lokomotive beschafft werden musste. Im Geschäftsjahr 1913/14 wurden über 240.000 Passagiere und knapp 28.000 Tonnen Güter befördert, und die Bahn erwirtschaftete Gewinne.
Allerdings waren die langen Fahrzeiten von rund 90 Minuten selbst für eine Kleinbahn auffällig. Sie ergaben sich daraus, dass fast allen Zügen unterwegs Güterwagen zugestellt wurden, wodurch es zu längeren Aufenthalten an den Zwischenstationen kam.
Zwischen den Kriegen hielt sich die Bahn mehr schlecht als recht über Wasser, bis die Transportzahlen nach dem Zweiten Weltkrieg insbesondere durch Hamsterfahrten auf neue Rekordwerte stiegen.

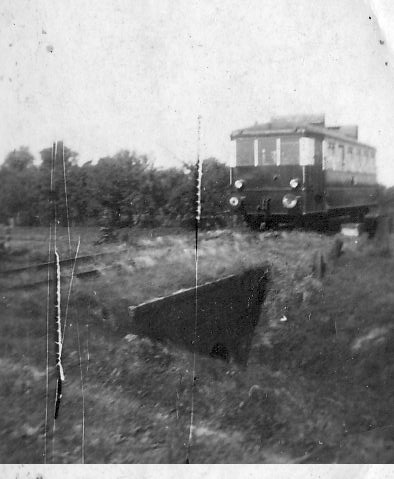
Triebwagen T 1, 1956

## Niedergang
Langsame Dampfloks und Triebwagen sowie schlechter Oberbau führten angesichts zunehmenden Autoverkehrs zu immer weniger attraktiven Fahrzeiten. Infolgedessen sank das Fahrgastaufkommen für die Butjadinger Bahn, und sie konnte nicht mehr wirtschaftlich arbeiten. 1956 kam das endgültige Ende für den Personenverkehr.
Im selben Jahr wurde auch der Güterverkehr an die Deutsche Bundesbahn übergeben. Sie führte diesen noch bis Ende Oktober 1959 bis Eckwarden durch, danach verblieb nur noch das Reststück bis Stollhamm. Bis Jahresende 1968 wurde auch der übrige Verkehr eingestellt und die Strecke aufgegeben. Nachdem bereits das Stück nach Eckwarderhörne demontiert worden war, folgten nun auch die restlichen Anlagen.
Der Abschnitt zwischen Nordenham und Stollhamm des ehemaligen Bahndamms wurde zum Fahrradweg umgebaut und ist damit Bestandteil des umfangreichen touristisch genutzten Radwegenetzes in Butjadingen. Zahlreiche Bahnhofsgebäude sind bis heute erhalten und werden anderweitig genutzt.

## Triebfahrzeuge
Neben drei zwei- und einer dreiachsigen Dampflokomotive aus der Anfangszeit wurden auch zwei Triebwagen eingesetzt. Der vierachsige Triebwagen T 1 kam zunächst zur Steinhuder Meer-Bahn, später wurde er über eine Museumseisenbahn an privat verkauft. Der zweiachsige T 2, der nach Betriebseinstellung zur Delmenhorst-Harpstedter Eisenbahn kam, ist bis heute erhalten.